# Социальная группа
Социа́льная гру́ппа — это совокупность людей, занимающих определенную статусную социальную позицию в обществе, объединенных общими интересами, целями, ценностями, нормами поведения и взаимодействующих друг с другом. Эти люди осознают свою принадлежность к данной группе и ведут себя в соответствии с ее правилами. 

## История
Первое письменное появление французского слова groupe (группа), от которого позже произошли его английский и немецкий эквиваленты, датируется 1668 годом. Благодаря Мольеру, год спустя, это слово проникает в литературную речь, пока ещё сохранив техническую окраску. Широкое проникновение термина «группа» в самые разные области знания, его поистине общеупотребительный характер создают видимость его «прозрачности», то есть понятности и общедоступности. Оно чаще всего употребляется применительно к некоторым человеческим общностям как совокупностям людей, объединённым по ряду признаков некой духовной субстанцией (интересом, целью, осознанием своей общности и тому подобное). Между тем социологическая категория «социальная группа» является одной из самых трудных для понимания в силу значительного расхождения с обыденными представлениями. Социальная группа — это не просто совокупность людей, объединённых по формальным или неформальным признакам, а групповая социальная позиция, которую занимают люди. «Мы не можем отождествлять агентов, объективирующих позицию, с самой позицией, даже если совокупность этих агентов является практической группой, мобилизованной для единых действий ради общего интереса».
Слово «группа» попало в русский язык в начале XIX века из итальянского (ит. groppo, или gruppo — узел) как технический термин живописцев, используемый для обозначения нескольких фигур, составляющих композицию. Именно так объясняет его словарь иностранных слов начала XIX века, где среди прочих заморских «диковин» содержится и слово «группа» как ансамбль, композиция «фигур, целое составляющих, и так приноровленных, что глаз разом их озирает».

## Признаки
- наличие внутренней организации;
- общая (групповая) цель деятельности;
- групповые формы социального контроля;
- образцы (модели) групповой деятельности;
- интенсивные групповые взаимодействия;
- чувство групповой принадлежности или членства;
- ролевое согласованное друг с другом участие членов группы в общей деятельности или соучастие;
- ролевые ожидания членов группы относительно друг друга.

Содержание понятия «социальная группа» включает в себя ряд моментов, которые выступают критериями отличия социальных групп от практических, номинальных, «групп на бумаге» и групп вообще. Такими свойствами являются:
- социальная интеракция — активное коммуникативное взаимодействие, как внутригрупповое, так и межгрупповое;
- стигматизация — «наклеивание ярлыков», по которым распознается членство в группе, оформившееся в социальный гештальт (узнаваемый образ в массовом сознании по характерным признакам);
- сигнификация — коммуникация между членами группы осуществляется с помощью особых знаковых систем, «кодов» (сленг, общие названия, одежда, внешняя символика, особые ритуалы, манеры и так далее);
- хабитуализация — то есть «опривычивание», освоение индивидом данной социальной позиции и формирование у него установок, стереотипов, присущих данной группе (стиль жизни данной группы, коллективные привычки, повседневные обыкновения);
- идентификация — отождествление индивидом себя с данной группой через противопоставление «мы — другие» с установлением социальных границ и фильтров на «входе—выходе», а также через механизм социального контроля (цензы, коды, символы, кодексы и т. д.);

Знаки, по которым определяется членство в группе, и которые лежат в основе идентификации, могут совпадать, а могут и не совпадать друг с другом. Например, члены организации отличают друг друга по удостоверению, а не-члены идентифицируют их по форме одежды.
- коллективная субъектность — социальная группа выступает как коллективный субъект социального действия (социальной активности), результатом которого являются социальные изменения и построение системы многоуровневых социальных связей и отношений с другими субъектами (социальными группами, организациями, общностями, институтами).

Коллективный субъект, согласно концепции, предложенной А. В. Петровским, сам выступает как иерархически организованная, многоуровневая система активности, или социальная позиция, состоящая из различных по степени опосредованности процессом совместной деятельности элементов (позиций). В качестве ведущего фактора становления и развития всех форм внутригрупповой активности выделяется социально значимая совместная деятельность.

## Виды групп
По численности:
- Малая (десятки людей) — немногочисленная общность людей, находящихся между собой в непосредственном личном контакте и взаимодействии
- Средняя (сотни людей) — относительно многочисленная общность людей, находящихся в опосредованном функциональном взаимодействии.
- Большая (тысячи людей до первого десятка тысяч) — многочисленная общность людей, находящихся в социально-структурной зависимости друг от друга.

Больше по последующему количеству людей идет численность общества (это надындивидуальное, надгрупповое и надынституциональное объединение людей) или так же называемое социумом и т. д..
По характеру взаимодействия:
- Первичная (члены группы непосредственно взаимодействуют друг с другом, взаимоотношения отличаются интимностью, взаимной симпатией и пониманием. Примеры: семья, группа друзей, соседи)[6]
- Вторичная (члены группы связаны между собой опосредованно, деятельностью по достижению общей цели. Примеры: группа сотрудников организации, политическая партия)[6]

По факту существования:
- Номинальная (искусственно выделенная по какому-то признаку совокупность людей, реально не имеющих никаких связей между собой. Примеры: клиенты определённой компании, лица с высшим образованием)
- Реальная (реально существующая общность людей, в которой имеются связи и отношения между членами. Примеры: семья, социальный класс, политическая партия, нация)

По способу организации и регулирования взаимодействия:
- формальная (официальная) (статус её членов и внутригрупповые отношения регламентируются официальными правилами, взаимодействия являются безличностными и функциональными, цель деятельности четко определена. Примеры: школьный класс, профсоюз, политическая партия)
- неформальная (неофициальная) Примеры: болельщики спортивных команд, фанаты музыкальных групп.

## Структура социальных групп
Структура группы — способ взаимосвязи, взаиморасположения её составных частей, элементов группы (осуществляется через групповые интересы, групповые нормы и ценности), образующих устойчивую социальную конструкцию, или конфигурацию социальных отношений.
Действующая большая группа имеет свою внутреннюю структуру: «ядро» (а в некоторых случаях — ядра) и «периферию» с постепенным ослаблением по мере удаления от ядра сущностных свойств, по которым идентифицируют себя индивиды и номинируется данная группа, то есть по которым она отделяется от других групп, выделяемых по определённому критерию.
Конкретные индивиды могут и обладать всеми сущностными чертами субъектов данной общности, они постоянно переходят в своем статусном комплексе (репертуаре ролей) с одной позиции на другую. Ядро же любой группы относительно устойчиво, оно состоит из носителей этих сущностных черт — профессионалов символического представительства.
Другими словами, ядро группы — это совокупность типических индивидов, наиболее постоянно сочетающих присущие ей характер деятельности, структуру потребностей, нормы, установки и мотивации, отождествляемые людьми с данной социальной группой. То есть занимающие позицию агенты должны сложиться в качестве социальной организации, социальной общности, или социального корпуса, обладающего идентичностью (признанными представлениями о себе) и мобилизованного вокруг общего интереса.
Поэтому ядро — концентрированный выразитель всех социальных свойств группы, определяющих её качественное отличие от всех иных. Нет такого ядра — нет и самой группы. В то же время состав индивидов, входящих в «хвост» группы, непрерывно меняется вследствие того, что каждый индивид занимает множество социальных позиций и может переходить с одной позиции на другую ситуативно, из-за демографического движения (возраст, смерть, болезнь и т. п.) или как результат социальной мобильности.
Реальная группа имеет не только свою структуру или конструкцию, но и свою композицию (а также декомпозицию).
Композиция (лат. compositio — составление) — организация социального пространства и его восприятия (социальной перцепции). Композиция группы — это сочетание её элементов, образующих гармоническое единство, которое обеспечивает целостность образа её восприятия (социального гештальта) как социальной группы. Композицию группы обычно определяют через индикаторы социального статуса.
Декомпозиция — противоположная операция или процесс разделения композиции на элементы, части, показатели. Декомпозиция социальной группы осуществляется путём проекции на различные социальные поля и позиции.
Нередко композицию (декомпозицию) группы отождествляют с набором демографических и профессиональных её параметров, что не совсем верно. Здесь важны не сами по себе параметры, а в той степени, в какой они характеризуют статусно-ролевую позицию группы и выступают в качестве социальных фильтров, позволяющих ей осуществлять социальное дистанцирование, чтобы не слиться, не быть «размытой» или поглощенной другими позициями.
Что касается членства в группе конкретного индивида как элемента композиции, то действительно он сталкивается с окружающим миром, который окружает его и позиционирует его как члена группы, то есть его индивидуальность в этой ситуации становится «несущественной», в нём как в личности, как члене группы, видят прежде всего целую группу.

## Функции социальных групп
Существуют различные подходы к классификации функций социальных групп. Американский социолог Н. Смелзер выделяет следующие функции групп:
- Социализации: только в группе человек может обеспечить своё выживание и воспитание подрастающих поколений;
- Инструментальную: состоит в осуществлении той или иной деятельности людей;
- Экспрессивную: состоит в удовлетворении потребностей людей в одобрении, уважении и доверии;
- Поддерживающую: состоит в том, что люди стремятся к объединению в трудных для них ситуациях.

## Социальные группы в настоящее время
Особенностью социальных групп в странах с развитой экономикой в настоящее время является их мобильность, открытость перехода из одной социальной группы в другую. Сближение уровня культуры и образования различных социально-профессиональных групп приводит к формированию общих социокультурных потребностей и тем самым создает условия для постепенной интеграции социальных групп, систем их ценностей, их поведения и мотивации. В результате можно констатировать обновление и расширение самого характерного в современном мире — среднего слоя (среднего класса).

По прогнозной оценке С. Лэша и Джона Урри (Lash S., Urry J.) общество обнаруживает и дальше все больше будет обнаруживать определённое движение от «организованного», регулируемого государством к его «дезорганизованной» форме, характеризующейся культурной фрагментацией, большей свободой и меньшей регуляцией. Групповая структуризация характеризуется «радикальным плюрализмом» в упорядоченности внутригрупповых структур, а также нестабильностью и неустойчивостью субординационных взаимосвязей между ними при сохранении согласованности основных компонентов системы групповой активности и поддержании баланса интересов. Так, Ульрих Бек отмечает влияние на развитие групповой идентификации процесса индивидуализации, в ходе которого человек утрачивает все традиционные связи — с семьёй, знакомыми, друзьями, с социальным классом. Индивиды становятся все более самостоятельными в осуществлении выбора, формировании собственной идентичности и групповой идентификации. У. Бек полностью поддерживает идеи постструктурализма о неодетерминизме и нелинейном развитии, отмечая, что тот, кто «всё ещё находится в плену мифа о линейности и разделяет тезис о культурной конвергенции как непосредственном следствии экономической унификации, — попросту невежественный человек». Сетевая инфраструктура, двигаясь в направлении интегрированной глобальной сложности в режиме реального времени, оказывает значительное влияние на все социальные связи и отношения, перенастраивая их каждый раз.